# Vladimir Karpovič Kotlinskij
Vladimir Karpovič Kotlinskij (in russo Владимир Карпович Котлинский?; tras. angl.: Vladimir Karpovich Kotlinsky; Ostrov, 22 luglio 1894 – Osowiec, 6 agosto 1915) è stato un militare russo, secondo tenente dell'esercito imperiale russo, eroe della prima guerra mondiale.
Il 6 agosto 1915, dalla fortezza di Osowiec, guidò la carica dei morti, durante la quale fu ferito a morte e venne insignito postumo dell'Ordine di San Giorgio di 4º grado. In occasione del centenario di questo evento, il 6 agosto 2015, è stato inaugurato a Pskov il “Monumento ai compagni di guerra della prima guerra mondiale”, dove l'immagine di un guerriero “rispecchia le fattezze del nativo di Pskov".

## Biografia

### Infanzia e giovinezza
Era nato nella città di Ostrov, Governatorato di Pskov. Il padre era un contadino del villaggio di Verkaly, distretto di Igumen, Governatorato di Minsk, ora territorio della Bielorussia. Il nome della madre non è indicato direttamente nelle fonti disponibili. Si ritiene che potesse essere stata l'operatrice telegrafica della stazione Pskov-1, Natalya Petrovna Kotlinskaya. Si presume inoltre che la famiglia avesse almeno un altro figlio, il fratello minore di Vladimir, Eugenio (1898-1968).
Nel 1905, Vladimir entrò nella scuola di Pskov. L'archivio conserva la sua pagella della 3ª elementare, dalla quale si evince che a quell'età mostrava interesse per le scienze naturali e il disegno, con risultati talvolta deprimenti in russo e in lingue straniere tedesco e francese.

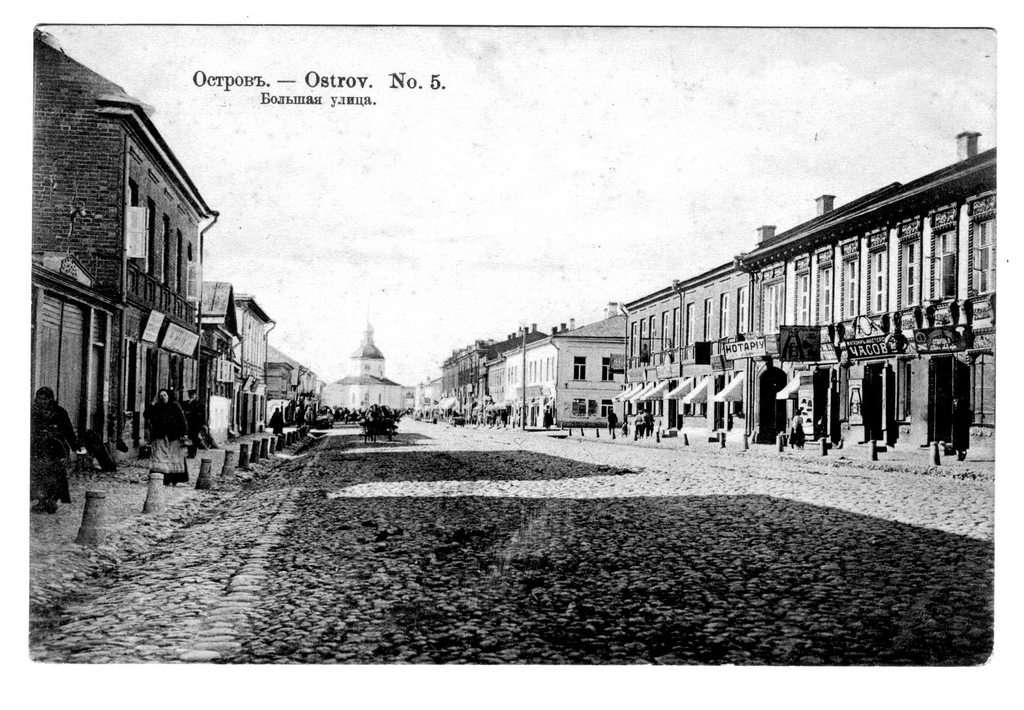
Ostrov nel 1917
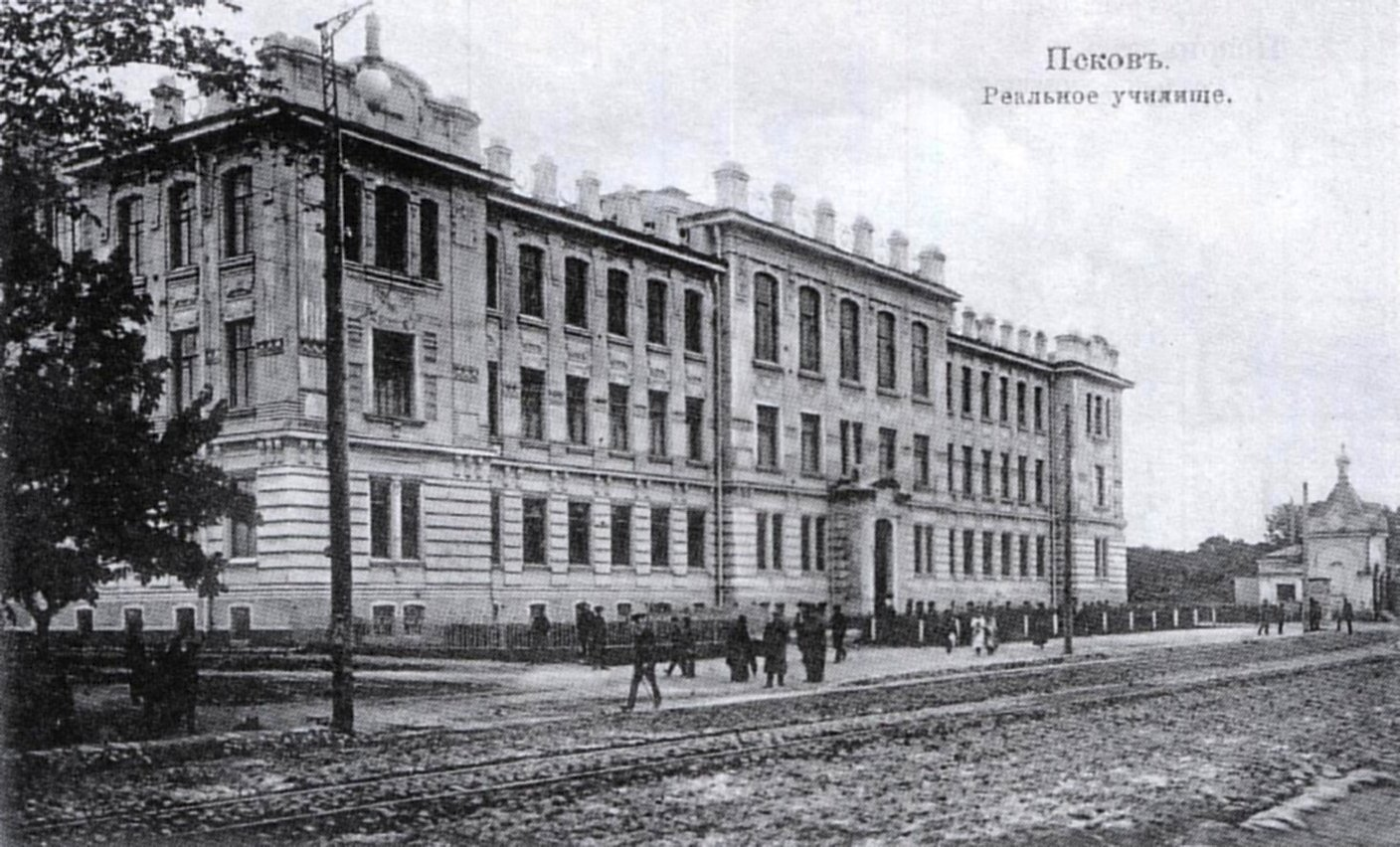
Scuola di Ostrov
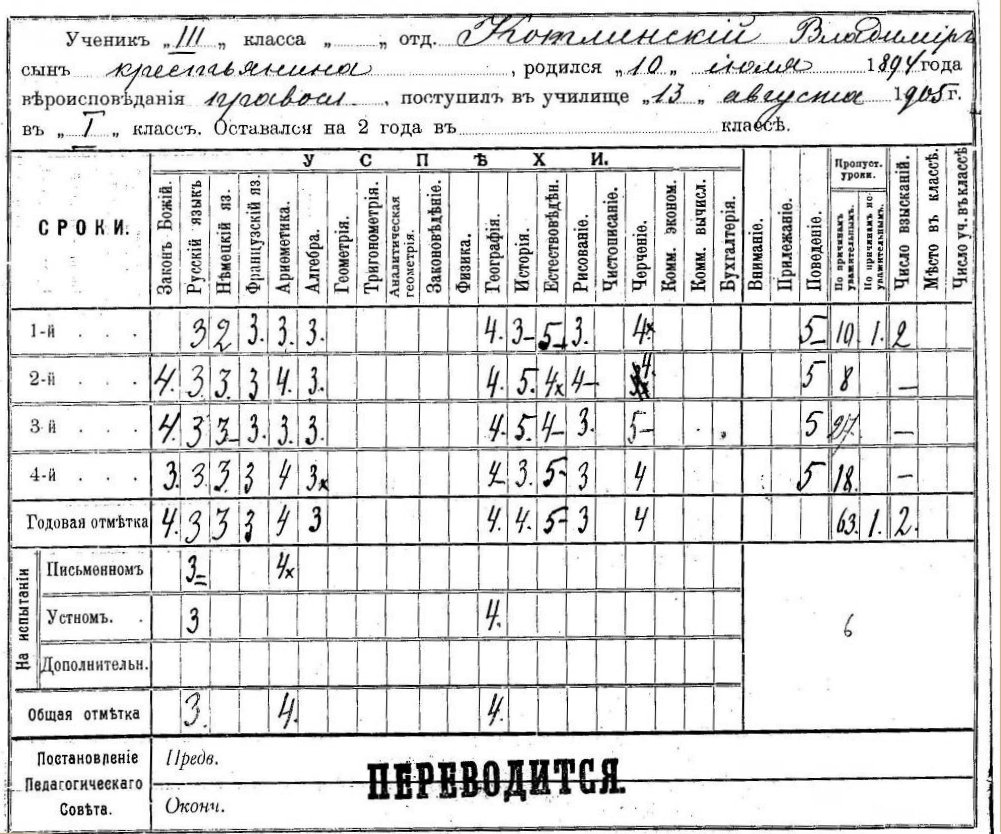
Pagella di Kotlinsky

### Carriera militare
Dopo essersi diplomato nel 1913, superò gli esami presso la Scuola Topografica Militare di San Pietroburgo. Nell'estate del 1914 dopo il primo corso iniziò la pratica geodetica standard a Rēzekne nel Governatorato di Vitebsk. Il 6 agosto 1915 condusse un contrattacco della 13ª compagnia del 226º reggimento Zemlyansky per respingere un attacco con gas tedesco (carica dei morti), e veniva ferito a morte. I suoi soldati non erano muniti di maschere antigas e morirono quasi tutti. Il 26 settembre 1916, per premiare il suo coraggio venne insignito postumo dell'Ordine di San Giorgio, 4º grado. Poco si sa sui dettagli del servizio di Kotlinsky prima della sua impresa..